# Björnsjön (Gudmundrå socken, Ångermanland)
Björnsjön är en sjö i Kramfors kommun i Ångermanland och ingår i Ångermanälven-Gådeåns kustområde.